# ده تیکه
دی تیک (به هلندی: De Tike) یک منطقهٔ مسکونی در هلند است که در اسمالینگرلاند واقع شده‌است. دی تیک ۳۱۱ نفر جمعیت دارد.